# Harry Potter och Hemligheternas kammare
Harry Potter och Hemligheternas Kammare (original Harry Potter and the Chamber of Secrets), (1998), av J.K Rowling, är den andra boken i serien om den unge trollkarlen Harry Potter. Boken filmatiserades 2002, se Harry Potter och Hemligheternas kammare (film).
Bokomslaget till den svenska originalutgåvan illustrerades av Alvaro Tapia. På omslaget syns bland annat huvudet av Salazar Slytherin, som i skägget döljer en hemlig detalj: orden "En memoria de Chen" (spanska för: "Till minne av Chen"), vilket Tapia lade till som en hyllning till sin nyligen avlidne morfar/farfar.

## Handling
När Harry Potter ska återvända till sitt andra år på Hogwarts verkar det som om någon vill stoppa honom från att komma dit. En husalf som heter Dobby besöker honom och varnar honom, och Harry och Ron kommer inte in på perrongen där Hogwartståget väntar.
Till slut tar han sig ändå till skolan (med hjälp av Rons pappas flygande Ford Anglia), och inser snart varför någon ville stoppa honom. Svartkonstnären Salazar Slytherins arvtagare har nämligen öppnat Hemligheternas kammare och förstenar elever som inte tillhör renblodiga trollkarlsfamiljer. Harry misstänker sin ärkefiende Draco Malfoy, men resten av skolan misstänker Harry själv eftersom det visar sig att han är ormviskare.
Dessutom har författaren och "äventyraren" Gyllenroy Lockman tagit över jobbet som lärare i Försvar mot svartkonster efter Quirinus Quirrell. Till sist tar Harry med hjälp av Ron och Hermione reda på hemligheten bakom den mystiska Hemligheternas kammare.